# Nationaal park Westland Tai Poutini
Het Nationaal park Westland Tai Poutini (Engels: Westland Tai Poutini National Park) op het Zuidereiland van Nieuw-Zeeland strekt zich uit van de top van de Nieuw-Zeelandse Alpen in het oosten, waar de grens samenvalt met die van het Nationaal park Aoraki/Mount Cook, tot aan de Tasmanzee in het westen.
Het park, met een oppervlakte van 1175 km², is beroemd om zijn hoge bergen, imposante gletsjers, dichte regenwouden, lagunes en meren. Het telt ongeveer 60 gletsjers, waarvan Franz Josefgletsjer en Foxgletsjer de bekendste zijn.
Samen met het Nationaal park Fiordland, Nationaal park Aoraki/Mount Cook en Nationaal park Mount Aspiring is het de Te Wahipounamu World Heritage Area. Sinds 1990 behoort het tot het natuurerfgoed van UNESCO.

## Externe link

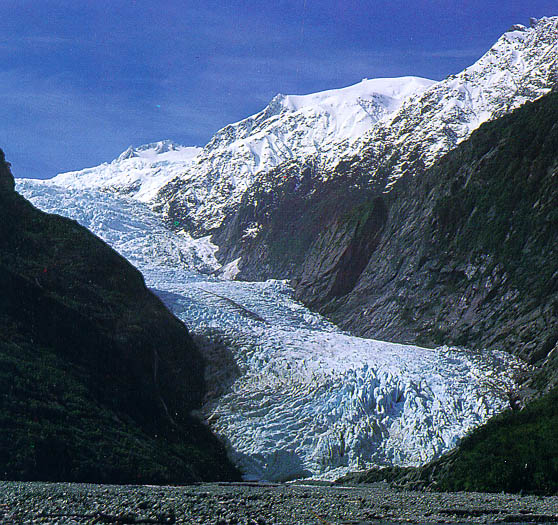
Franz Josefgletsjer